# Anne McLaren
Anne Laura Dorinthea McLaren (ur. 26 kwietnia 1927 w Londynie, zm. 7 lipca 2007) – brytyjska naukowczyni, jedna z ważniejszych badaczek działających w dziedzinie biologii rozwoju. Jej prace znacząco przyczyniły się do opracowania metody zapłodnienia in vitro u ludzi. Za zasługi naukowe otrzymała wiele wyróżnień, w tym została mianowana członkinią Royal Society i była jego pierwszą wiceprezeską w historii.

## Wczesne lata
McLaren była córką sir Henry’ego McLaren’a, drugiego barona Aberconway, byłego członka Partii Liberalnej, oraz Mary Melville MacNaghten. W Londynie mieszkała do początku II wojny światowej, kiedy to wraz z rodziną przeniosła się do posiadłości w Bodnant w północnej Walii. Jako dziecko wystąpiła w filmowej adaptacji noweli Herberta Wellsa pt. „Rzeczy, które nadejdą” (1936).
Studiowała zoologię na jednym z oksfordzkich collage’ów (Lady Margaret Hall), gdzie pod nadzorem J.B.S Haldane’a zdobyła tytuł magistra, badając zaraźliwość roztoczy na muszkach owocowych. W 1949 postanowiła podjąć studia podyplomowe na University College London, na początku pod kierunkiem Petera Medawara, badając genetykę królików, a następnie pod kierunkiem Kingsley’a Sandersa, zajmując się neurotropowymi mysimi wirusami. W 1952 otrzymała tytuł doktora.

## Wczesny etap kariery i życie rodzinne
W dniu 6 października 1952 poślubiła kolegę ze studiów dr. Donalda Michie’go. W latach 1952–1955 pracowali razem w University College London, a następnie do 1959 w Royal Veterinary College, badając zależności liczby kręgów lędźwiowych u myszy od środowiska życia matki. McLaren podjęła się również badań płodności myszy, w tym superowulacji oraz superfetacji. W 1958 wraz z Johnem D. Biggersem opublikowała artykuł w magazynie „Nature”, opisujący pierwsze pomyślny rozwój i narodziny embrionów uzyskanych z naturalnie zapłodnionych samic na etapie rozwoju 8–16 komórek, które hodowano przez 2 dni do momentu, aż nie stały się blastocystą. Następnie w takiej formie zostały przeniesione do ciał samic do momentu urodzenia. Artykuł Pomyślny rozwój i narodziny myszy hodowanych za pomocą in vitro jako wczesne embriony (ang. Successful Development and Birth of Mice cultivated in vitro as Early Embryos) został okrzyknięty jednym z ważniejszych w tej dziedzinie biologii.
W tym okresie urodziła troje dzieci: Susan (19 czerwca 1955), Jonathana (25 marca 1957) i Caroline (1959).
W 1959 małżeństwo zakończyło się rozwodem. McLaren przeniosła się do Institute of Animal Genetics w Edynburgu, aby kontynuować swoje badania. Para pozostała w dobrych stosunkach; Michie przeniósł się również do Edynburga. Doświadczenie wychowywania dzieci jako samotnie pracującego rodzica sprawiło, że McLaren była zwolenniczką rządowej pomocy w wychowaniu dzieci.

## Rozwój kariery
Lata 1958–1974 spędziła w Institute of Animal Genetics, zdobywając wiedzę na tematy połączone z płodnością: rozwój i epigenetyka, w tym rozwój przenoszenia zarodków myszy, układ immunologiczny i cechy szkieletowe chimer.
W 1974 opuściła Edynburg, aby objąć stanowisko dyrektora jednostki ds. rozwoju ssaków Medical Research Council w Londynie. W 1992 przeszła na emeryturę i przeniosła się do Cambridge, dołączając do Wellcome Trust/Cancer Research UK Gurdon Institute. W 1991 otrzymała tytuł wspólniczki Kolegium Chrystusa.
Była członkinią komitetu powołanego do badania technologii zapłodnienia pozaustrojowego (in vitro) i embriologii, który później opracował Raport Warnocka. W latach 1991–2000 była także członkinią Nuffield Council on Bioethics.
W 2004 McLaren była jednym ze współzałożycieli projektu Frozen Ark. Celem projektu było zachowanie DNA i żywotnych komórek zagrożonych gatunków na świecie.
Była członkinią Komunistycznej Partii Wielkiej Brytanii, co przez jakiś czas utrudniało jej podróże do USA.
W 1975 McLaren została członkinią Towarzystwa Królewskiego (Royal Society). W latach 1991–1996 pełniła funkcję ministry spraw zagranicznych Royal Society, a w latach 1992–1996 wiceprezeski. Była pierwszą kobietą na tym stanowisku w 330-letniej historii towarzystwa. W 1986 w uznaniu pionierskiej pracy nad płodnością została członkinią Royal College of Obstetricians and Gynaecologists. W 1989 wygłosiła wykład Ellisona-Cliffe’a w Royal Society of Medicine, a w latach 1990–1995 była profesorką w Royal Institution.
W 1993 otrzymała Order Imperium Brytyjskiego. W latach 1993–1994 była prezeską British Association for the Advancement of Science, w 1998 została członkinią Akademii Nauk Medycznych.
W 2002 wraz z Andrzejem K. Tarkowskim otrzymała Nagrodę Japońską za wkład w biologię rozwoju, a w 2007 nagrodę organizacji March of Dimes w dziedzinie biologii rozwojowej. W 1988 r. została członkiem zagranicznym PAN.

## Śmierć i dziedzictwo
W dniu 7 lipca 2007 McLaren (w wieku 80 lat) i jej były mąż Donald Michie (w wieku 83 lat) zginęli w wypadku samochodowym na trasie z Cambridge do Londynu.
Spuścizna Anny McLaren znajduje się w Bibliotece Brytyjskiej i można do niej uzyskać dostęp poprzez katalog. Istnieje fundusz im. Anne McLaren mający zachęcać do badań naukowych.
W 2009 na Uniwersytecie im. Anne McLaren w Cambridge zostało otwarte Laboratorium Medycyny Regeneracyjnej.
26 kwietnia 2021 Google celebrował jej 94. urodziny za pomocą Google Doodle.